# Erysimum leptostylum
Erysimum leptostylum är en korsblommig växtart som beskrevs av Dc. Erysimum leptostylum ingår i släktet kårlar, och familjen korsblommiga växter. Inga underarter finns listade i Catalogue of Life.